# Ulf Larsen
Ulf Larsen er en amerikansk stumfilm fra 1913 af Hobart Bosworth.

## Medvirkende
- Hobart Bosworth som Wolf Larsen.
- Herbert Rawlinson som Humphrey Van Weyden.
- Viola Barry som Maude Brewster.
- J. Charles Haydon som Mugridge.
- Jack London.